# 茶园镇
茶园镇，是中华人民共和国湖南省娄底市娄星区下辖的一个乡镇级行政单位。

## 行政区划
茶园镇下辖以下地区：
高乐村、砂干铺村、石鼓村、新辉村、石塘村、梨子村、槐柳村、建农村、志木村、塘群村、儒阶冲村、春溪村、松山村、茶园村、东冲村、农群村、路口村、鱼岭村和下洲村。